# Margareta Sedlnitzky-Odrowas von Choltic
Margareta Marie Amalie Sedlnitzky-Odrowas von Choltic, rozená von Eichendorff (12. ledna 1859, Sedlnice – 2. května 1937, Nisa) byla básnířka a spisovatelka pocházející ze šlechtického rodu Eichendorffů, provdaná Sedlnická z Choltic.

## Život

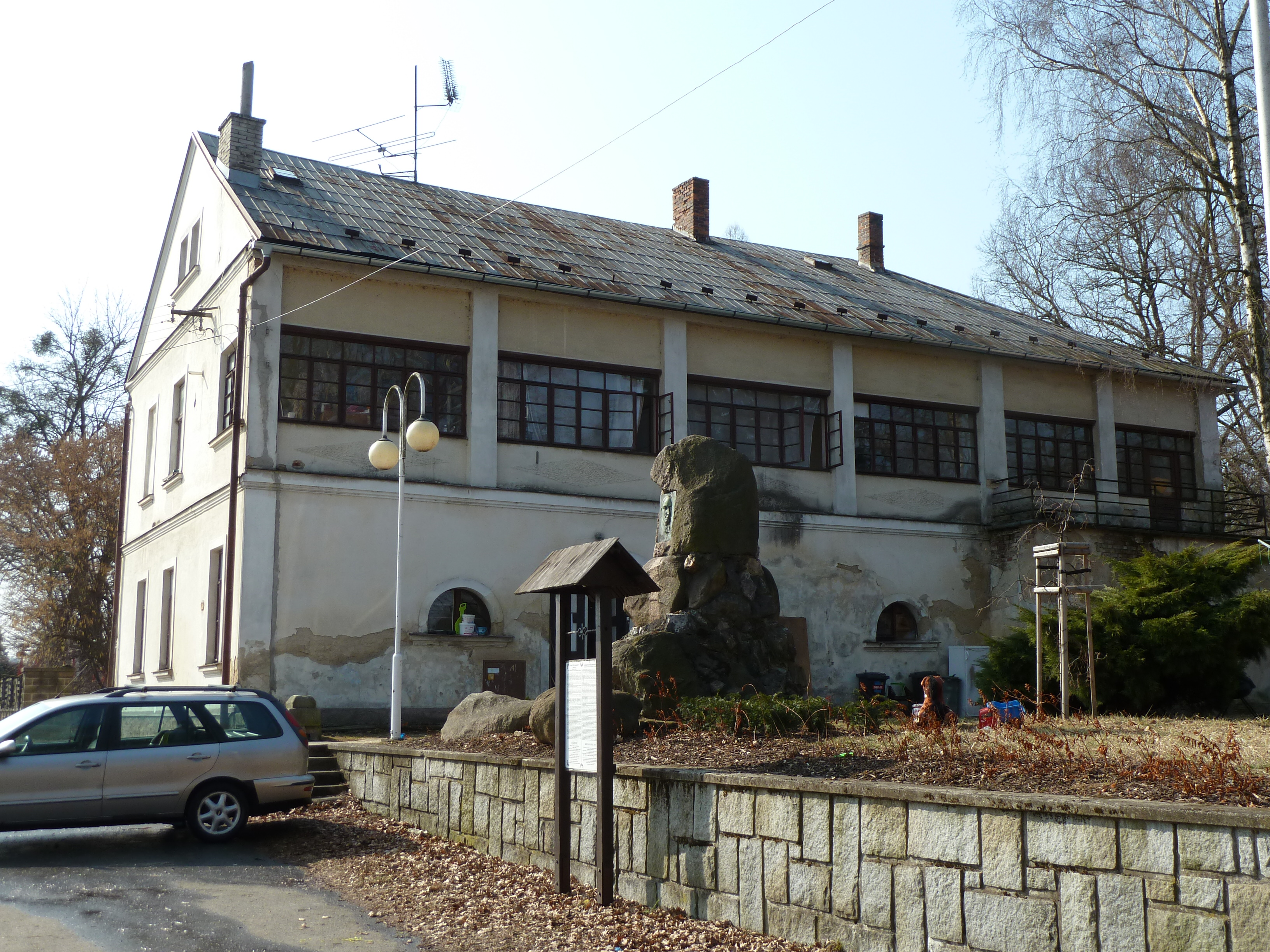
Sedlnický zámek

Margareta se narodila 12. ledna 1859 na zámku v Sedlnicích jako dcera Rudolfa svobodného pána von Eichendorff a jeho ženy Marie von Thymian. Po svém dědovi Josefu baronu von Eichendorff (1788–1857), romantickém básníkovi a dramatikovi, podědila poetickou duši. Prožila velmi šťastné dětství na zámku svého otce v Sedlnicích.
V jejích básnických počátcích jí podporovala domácí učitelka a chůva, „nádherné prostředí kolem Sedlnic samo šeptalo své rýmy…“. Ve třinácti letech sepsala první verše: o stesku po domově, o milovaném rodném kraji, o přírodě nebo přátelích. O rok později napsala román Kämpfe und Entsagen a následoval další román Novellen und Skizzen, kde popisuje život na venkově.
Dne 18. července 1887 se na zámku v Sedlnicích provdala za Pavla Michaela Františka svobodného pána Sedlnitzkyho-Odrowas von Choltic a stala se zámeckou paní na zámku ve Výškovicích u Bílovce. Z manželství se narodily děti Albrecht (1888–1976), Paula (1889–1971) a Rudolf (1891–1959).
Pro stále narůstající dluhy byl však její manžel donucen Výškovice v roce 1909 prodat a rodina se přestěhovala do Vídně, kde Pavel Sedlnitzky 14. března 1919 zemřel. Margareta také těžce onemocněla a dlouhou dobu se léčila v různých nemocnicích a sanatoriích. Teprve v roce 1925 podnikla cestu do rodného kraje. Navštívila bývalý zámek svého otce v Sedlnicích a dlouhé hodiny trávila v zámeckém parku. Ubytovala se u svých příbuzných na zámku v Bílovci. Na pozvání německé nadace Eichendorff-Stiftung odjela do tehdy německé Nisy, kde 2. května 1937 zemřela ve stejném domě jako kdysi její dědeček Joseph von Eichendorff.